# Les Cammazes
Les Cammazes település Franciaországban, Tarn megyében. Lakosainak száma 398 fő (2022. január 1.). Les Cammazes Les Brunels, Saissac, Verdun-en-Lauragais, Villemagne, Durfort és Sorèze községekkel határos.

## Népesség
A település népességének változása:
| Lakosok száma | 282  | 315  | 332  | 340  | 345  | 349  | 366  | 382  | 398  |
|               | 2013 | 2015 | 2016 | 2017 | 2018 | 2019 | 2020 | 2021 | 2022 |